# Aristodemo di Sparta
Aristodemo (in greco antico: Ἀριστόδημος?, Aristòdemos; VI secolo a.C. – Platea, 479 a.C.) è stato un militare spartano, uno dei pochi sopravvissuti nella battaglia delle Termopili.

## Biografia

### Sopravvissuto alle Termopili
Durante la battaglia delle Termopili Aristodemo fu colpito da un'infezione oculare insieme al compagno Eurito. Dal momento che entrambi giacevano infermi ad Alpeni, avrebbero potuto decidere assieme se restare a combattere o se fare ritorno a Sparta, come era stato loro concesso da Leonida. Non riuscendo a trovare un accordo, Eurito, appena seppe dell'aggiramento effettuato dai Persiani, volle ritornare a combattere, benché cieco, e morì in battaglia. A causa della morte di Eurito, Aristodemo fu considerato un codardo e venne umiliato dai suoi connazionali, che cominciarono a chiamarlo "Aristodemo il fuggiasco". Lo stesso Erodoto evidenzia però come lo sdegno dei suoi concittadini non fosse stato tanto dovuto alla scelta del militare, legittima poiché concessa dal re, ma dal fatto che il suo compagno avesse, a differenza di lui, accettato di morire.
Erodoto riporta anche altre vicende relative ad Aristodemo, evidenziando come altri sostenessero che avesse deciso di allontanarsi dal campo di battaglia adducendo un'imprecisata scusa o, inviato come ambasciatore, avesse volutamente rallentato il ritorno, arrivando volontariamente dopo il compagno nel frattempo già morto in battaglia.
Il secondo sopravvissuto della battaglia delle Termopili era un altro soldato spartano di nome Pantite, il quale era stato inviato da Leonida come ambasciatore in Tessaglia; non riuscì a tornare alle Termopili in tempo per la battaglia e, vedendosi malvoluto dagli Spartani, si impiccò.

### Morte a Platea
Aristodemo morì valorosamente nella battaglia di Platea, distaccandosi dalla falange e combattendo da solo davanti al nemico. Erodoto ci ricorda che il suo gesto venne giudicato come di disperazione e non di coraggio, visto che gli Spartani non apprezzavano chi si distaccava dalla falange per combattere da solo alla ricerca della propria gloria imperitura: anche se il marchio nero venne tolto dal suo nome, non fu premiato con onori speciali per il suo valore.

## Aristodemo nella cultura di massa
- Un personaggio di nome Delios, che dovrebbe corrispondere ad Aristodemo, appare nel fumetto di Frank Miller, 300, che racconta le vicende della battaglia delle Termopili. Nel 2007 l'adattamento del film con lo stesso nome, Delios è interpretato da David Wenham. A differenza di Aristodemo, a Delios non è ordinato di tornare a casa a causa dell'infezione (nonostante abbia perso un occhio in combattimento), ma per la sua abilità nel parlare e di raccontare: avrebbe potuto raccontare la storia dei suoi compagni, in modo da far interessare il resto di Sparta e la Grecia. Come tale non affronta nessun pregiudizio dei suoi compagni al suo ritorno e viene visto in seguito a condurre l'esercito spartano nella battaglia di Platea.
- Nel romanzo di Valerio Massimo Manfredi Lo scudo di Talos la storia di Brithos è molto simile a quella di Aristodemo.